# John M. Pollard
John M. Pollard (1941) é um matemático do Reino Unido que inventou algoritmos para fatorização de números grandes e para cálculo de logaritmos discretos.
Seu algoritmo de fatoração inclui o algoritmo rho de Pollard, algoritmo p − 1 de Pollard, e a primeira versão do algoritmo de fatoração por crivo especial sobre corpo numérico, que já foi melhorado por outros.
Seu algoritmo de logaritmo discreto inclui o algoritmo rho de Pollard para logaritmos e o algoritmo canguru de Pollard.